# Zbigniew Lubiejewski
Zbigniew Lubiejewski, född 6 november 1949 i Bartoszyce, är en polsk före detta volleybollspelare.
Lubiejewski blev olympisk guldmedaljör i volleyboll vid sommarspelen 1976 i Montréal.